# 7:19
7:19 es una película dramática mexicana de 2016 dirigida por Jorge Michel Grau. Fue nombrada en la lista de finalistas para la entrada de México al Premio Óscar a la Mejor Película en Lengua Extranjera en la 89.ª edición de los Premios Óscar, pero no fue seleccionada.

## Argumento
Se llama a un grupo de trabajadores de un edificio de oficinas temprano y ocurre el terremoto de la Ciudad de México de 1985 que hace que el edificio se derrumbe y los mate. Fernando, un trabajador, se despierta atrapado por una viga que lo inmoviliza y ve a Martín, un guardia atrapado en su escritorio. Escuchan a otros sobrevivientes, incluidos Nadia, una conserje, y Carlos y Juan, dos trabajadores. Se encuentran con varias situaciones en las que se enteran del terremoto a través de una radio. Poco después, ocurre una réplica que mata a Carlos y aplasta aún más a Fernando, todo mientras empuja a Martin de su escritorio. Una vez que los rescatistas comienzan a buscar sobrevivientes, se les indica a los sobrevivientes que hagan ruido para que los rescatistas puedan encontrarlos. No son escuchados por los rescatistas. Posteriormente, una excavadora comienza a mover los escombros, lo que hace que se derrumbe aún más, matando a Martín y Fernando. Fuera de la pantalla, la conserje Nadia sobrevive a los escombros derrumbados.

## Reparto
- Demián Bichir como Fernando Pellicer
- Héctor Bonilla como Martin Soriano